# Bank of India
Bank of India est une banque dont le siège social est situé à Bombay en Inde. Elle a été créée en 1906 à l'initiative de Sassoon J. David, commerçant et propriétaire d'une usine de textile, qui en fut le premier président de 1906 à 1926. Elle a été nationalisée en 1969. En 2017, elle comptait plus de 5 100 agences.
Aujourd'hui, elle est présente dans 22 pays aux 5 continents, avec des bureaux aux centres financiers de Tokyo, Singapour, Hong Kong, Londres, Paris et New York, entre autres.